# Mike Matusow
Michael "Mike" Matusow, född 30 april 1968 i Los Angeles i Kalifornien, är en amerikansk professionell pokerspelare.
Han har vunnit fyra World Series of Poker. Matusow har dock ännu inte vunnit någon World Poker Tour trots att han har lyckats nå finalbordet fem gånger.
Matusow har spelat hem totalt 10 024 080 amerikanska dollar i prispengar fram tills den 16 juli 2022.
Han är känd under smeknamnet The Mouth på grund av sin frispråkighet och användande av "trash talk" vid pokerbordet.